# Spilosoma caucasia
Spilosoma caucasia är en fjärilsart som beskrevs av Alphéraky 1878. Spilosoma caucasia ingår i släktet Spilosoma och familjen björnspinnare. Inga underarter finns listade i Catalogue of Life.